# Scheldeprijs 2025
La 113.ª edición de la clásica ciclista Scheldeprijs fue una carrera en Bélgica que se celebró el 9 de abril de 2025 con inicio en la ciudad de Terneuzen y final en la ciudad de Schoten sobre un recorrido de 202,8 kilómetros.
La carrera formó parte del UCI ProSeries 2025, calendario ciclístico mundial de segunda división, dentro de la categoría UCI 1.Pro. El vencedor fue el belga Tim Merlier del Soudal Quick-Step, quien estuvo acompañado en el podio por el también belga Jasper Philipsen del Alpecin-Deceuninck y el italiano Matteo Moschetti del Q36.5, segundo y tercero clasificado respectivamente.

## Equipos participantes
Tomaron parte en la carrera 22 equipos: 11 de categoría UCI WorldTeam invitados por la organización, 9 de categoría UCI ProTeam y 2 de categoría Continental. Formaron así un pelotón de 149 ciclistas de los que acabaron 138. Los equipos participantes fueron:
| WorldTeams (9)- Alpecin-Deceuninck - Cofidis - Intermarché-Wanty - Lidl-Trek - Red Bull-BORA-hansgrohe - Soudal Quick-Step - Team Jayco AlUla - Team Picnic-PostNL - XDS Astana Team ProTeams (11)- Equipo Kern Pharma - Israel-Premier Tech - Lotto - Uno-X Mobility - Team Flanders-Baloise - Q36.5 Pro Cycling Team - Tudor Pro Cycling Team - Wagner Bazin WB - Team TotalEnergies - Unibet Tietema Rockets - Solution Tech-Vini Fantini Equipos continentales (2)- BEAT Cycling - Tarteletto-Isorex |
| |

## Clasificación final
- La clasificación finalizó de la siguiente forma:[4]

| \| Clasificación general \| Clasificación general \| Clasificación general \| Clasificación general \| Clasificación general \| \| Ciclista \| Ciclista \| Equipo \| Tiempo \| \| \| --------------------- \| --------------------- \| ----------------------- \| --------------------- \| --------------------- \| \| 1.º \| Tim Merlier \| Soudal Quick-Step \| 4 h 15 min 15 s \| \| \| 2.º \| Jasper Philipsen \| Alpecin-Deceuninck \| + 0 s \| \| \| 3.º \| Matteo Moschetti \| Q36.5 Pro Cycling Team \| + 0 s \| \| \| 4.º \| Milan Fretin \| Cofidis \| + 0 s \| \| \| 5.º \| Danny van Poppel \| Red Bull-Bora-Hansgrohe \| + 0 s \| \| \| 6.º \| Stanisław Aniołkowski \| Cofidis \| + 0 s \| \| \| 7.º \| Max Kanter \| XDS Astana Team \| + 0 s \| \| \| 8.º \| Alexander Kristoff \| Uno-X Mobility \| + 0 s \| \| \| 9.º \| Pavel Bittner \| Team Picnic-PostNL \| + 0 s \| \| \| 10.º \| Sasha Weemaes \| Wagner Bazin WB \| + 0 s \| \| |                       |                         |                 |
| |                       |                         |                 |
| Fuente: ProCyclingStats |                       |                         |                 |
| Clasificación general |                       |                         |                 |
| Ciclista | Ciclista              | Equipo                  | Tiempo          |
| 1.º | Tim Merlier           | Soudal Quick-Step       | 4 h 15 min 15 s |
| 2.º | Jasper Philipsen      | Alpecin-Deceuninck      | + 0 s           |
| 3.º | Matteo Moschetti      | Q36.5 Pro Cycling Team  | + 0 s           |
| 4.º | Milan Fretin          | Cofidis                 | + 0 s           |
| 5.º | Danny van Poppel      | Red Bull-Bora-Hansgrohe | + 0 s           |
| 6.º | Stanisław Aniołkowski | Cofidis                 | + 0 s           |
| 7.º | Max Kanter            | XDS Astana Team         | + 0 s           |
| 8.º | Alexander Kristoff    | Uno-X Mobility          | + 0 s           |
| 9.º | Pavel Bittner         | Team Picnic-PostNL      | + 0 s           |
| 10.º | Sasha Weemaes         | Wagner Bazin WB         | + 0 s           |

## Ciclistas participantes y posiciones finales
Convenciones:
- AB-N: Abandono en la etapa "N"
- FLT-N: Retiro por llegada fuera del límite de tiempo en la etapa "N"
- NTS-N: No tomó la salida para la etapa "N"
- DES-N: Descalificado o expulsado en la etapa "N"

## UCI World Ranking
La Scheldeprijs Induráin otorgó puntos para el UCI World Ranking para corredores de los equipos en las categorías UCI WorldTeam, UCI ProTeam y Continental. Las siguientes tablas son el baremo de puntuación y los diez corredores que obtuvieron más puntos:
| Posición              | 1.º | 2.º | 3.º | 4.º | 5.º | 6.º | 7.º | 8.º | 9.º | 10.º | 11.º | 12.º | 13.º | 14.º | 15.º | 16.º-30.º | 31.º-40.º |
| Clasificación general | 200 | 150 | 125 | 100 | 85  | 70  | 60  | 50  | 40  | 35   | 30   | 25   | 20   | 15   | 10   | 5         | 3         |

| Clasificación |                       |                         |         |
| Posición      | Ciclista              | Equipo                  | General |
| ------------- | --------------------- | ----------------------- | ------- |
| 1.º           | Tim Merlier           | Soudal Quick-Step       | 200     |
| 2.º           | Jasper Philipsen      | Alpecin-Deceuninck      | 150     |
| 3.º           | Matteo Moschetti      | Q36.5                   | 125     |
| 4.º           | Milan Fretin          | Cofidis                 | 100     |
| 5.º           | Danny van Poppel      | Red Bull-BORA-hansgrohe | 85      |
| 6.º           | Stanisław Aniołkowski | Cofidis                 | 70      |
| 7.º           | Max Kanter            | XDS Astana              | 60      |
| 8.º           | Alexander Kristoff    | Uno-X Mobility          | 50      |
| 9.º           | Pavel Bittner         | Picnic PostNL           | 40      |
| 10.º          | Sasha Weemaes         | Wagner-Bazin WB         | 35      |